# Haugesund Idrettslag
 (janvier 2021).
Si vous disposez d'ouvrages ou d'articles de référence ou si vous connaissez des sites web de qualité traitant du thème abordé ici, merci de compléter l'article en donnant les références utiles à sa vérifiabilité et en les liant à la section « Notes et références ».
Haugesund Idrettslag (HIL) est un club d'athlétisme situé à Haugesund en Norvège. Il a été fondé en 1906. 

## Athlètes connus
- Susanne Wigene[1]
- Hanne Haugland
- Thomas Solberg Eide[2]